# Selahattin Güngör
Selahattin Güngör (ur. 15 marca 1981) – turecki zapaśnik walczący w stylu klasycznym. Brązowy medalista igrzysk śródziemnomorskich w 2001. Piąty na mistrzostwach świata juniorów w 2000 roku.